# Павловский, Михаил Наумович
Михаил Наумович Павловский (англ. Michel N. Pavlovsky, 1885—1963) — инженер, предприниматель, общественный деятель русской эмиграции, синолог. Имя при рождении — Моисей Неухович Павловский, он же Павловицкий.

## Биография
Сын Наума Давидовича Павловского-Павловицкого, с лишь фельдшерским дипломом имевшего врачебную практику в Могилёве. Эсер, был сослан в Сибирь, откуда в 1911 году бежал за границу. Получил высшее инженерное образование в Льеже, Бельгия, по другим данным — во Франции.
После Февральской революции вернулся в Россию в качестве переводчика при французском министре А. Тома, командированном для переговоров с Временным правительством. Возглавил Высший совет снабжения союзных армий во Временном Сибирском правительстве (Вологодского). 28 ноября 1918 г. в экстренном поезде генерала В. Г. Болдырева отбыл из Омска на восток. По приказу Колчака, отданному в конце ноября 1918 г., был арестован. После освобождения, 6 марта 1919 г. выехал во Владивосток, где состоял членом редколлегии ежедневной внепартийной демократической газеты «Вечер».
После ликвидации Дальневосточной республики эмигрировал, жил в китайском Шанхае. Поставлял в Китай французское железнодорожное оборудование и подвижной состав. Сообщалось о его переезде из Китая во Францию по разным данным в начале и в конце 1930-х годов, а также о переезде из Китая в США в конце Второй мировой войны. Также имеются сведения о его проживании в США во время Второй мировой войны. При этом на возможность (или невозможность) для М. Н. Павловского проживать на территории оккупированной Франции могло влиять его еврейское происхождение.

## Издательская, общественная и исследовательская деятельность
В 1937—1939 гг. издавал журнал «Русские записки», редактировавшийся жившими в то время в Париже Н. Д. Авксентьевым, И. И. Фондаминским, М. В Вишняком и В. В. Рудневым, позднее — П. Н. Милюковым. Местом издания журнала значилось экзотическое «Париж — Шанхай». По свидетельству Марка Вишняка М. Н. Павловский был инициатором и издателем журнала, но не разрешал указывать его имя на обложке. Издал также книги Н. А. Тэффи «О нежности» (1938, Париж) и «Зигзаг» (1939, Париж), Б. К. Зайцева «Москва» (1939, Париж) и др..
В 2001 году сообщалось, что создание памятника А. С. Пушкину в Шанхае (открыт к столетию со дня смерти поэта) было поручено «творческой группе под руководством скульптора М. Н. Павловского». О причастности Павловского к созданию памятника упоминает Вишняк:

Вынужденный отойти от политической деятельности, он не утратил интереса к политике, но стал заниматься по преимуществу общественными и филантропическими делами и приобрел чрезвычайную популярность среди «русских китайцев» в связи, в частности, с сооружением памятника Пушкину в 1937 году— Вишняк М. Годы эмиграции. 1919 - 1969. — Stanford, CA, 1970. — С. 113—114.
 Однако объективных данных о наличии у Михаила Наумовича скульпторских талантов и о том, что его вклад в это дело не ограничивался организаторской деятельностью и (или) финансированием, нет.
Написал книгу «Китайско-русские отношения» (англ., Нью-Йорк, 1949). Как сообщает М. В. Вишняк, исследованиями в этой области занимался в период японской оккупации. Японцы, поместившие Павловского под домашний арест, разрешили ему посещение библиотек.
Сообщалось о проявлении М. Н. Павловским интереса к вопросам о финансировании большевиков Германией и связях И. В. Сталина с царской охранкой.

## Семья
Племянник (сын сестры) — композитор Эдуард Колмановский.

## Сочинения
Michel N. Pavlovsky. Chinese-Russian Relations. — NY: Philosophical library, 1949. — 194 p., 2 maps.